# Abdulaziz bin Saad Al Saud
Prinz Abdulaziz bin Saad bin Abdulaziz Al Saud (arabisch عبد العزيز بن سعد بن عبد العزيز آل سعود, DMG ʿAbd al-ʿAzīz b. Saʿd b. ʿAbd al-ʿAzīz Āl Suʿūd) ist ein saudi-arabischer Politiker sowie Mitglied der Saudi-Dynastie. Er ist Gouverneur der Provinz Hail.
Abdulaziz wurde als Sohn von Saad bin Abdulaziz, dem verstorbenen Gouverneur der Provinz Asir, geboren. Der Staatsgründer Ibn Saud ist sein Großvater. Am 22. April 2017 wurde er durch ein königliches Dekret zum Gouverneur der Provinz Hail ernannt und ersetzte damit seinen Cousin Saud bin Abdul Muhsin.